# Dům čp. 47 (Daňkovice)
Venkovský dům čp. 47 v Daňkovicích je typická lidová usedlost severního (Moravského) Horácka, orientovaná štítem do návsi. Kamenné, vápnem líčené stavení na vysokém soklu je přístupné dřevěnou přístavbou, tzv. barákem, při severní straně domu. Stavení je na seznamu kulturních památek od 30. června 1970. Je vítězem velké kategorie soutěže Památka roku 2018.

## Popis
Přízemní zděný, převážně kamenný, dům s trojdílnou dispozicí, komoro-chlévního typu, postavený před rokem 1835, kdy je na katastrální mapě vyznačen již jako zděný. Pohledové stěny omítané a líčené vápnem, včetně podezdívek. Leží zhruba v polovině stávající zástavby obce při komunikaci. Má jednoduchý, obdélný půdorys (cca 15 × 9 m) se štítovou stranou orientovanou do návsi.
Hlavní obytný, a zároveň největší, prostor domu je světnice (cca 5,4 × 5 m). K nejhodnotnějším prvkům patří unikátně dochovaná klenutá černá kuchyně, která se prakticky nezměnila od dob svého vzniku. Půdorysně jde o obdélnou místnost o rozměrech 2,7 × 2 m. Vstup je ze síně a světnice. Osvětlení a větrání, přístup vzduchu pro hoření, zajišťuje malé okénko v severní stěně.
Ještě v roce 1966 stál ve světnici kachlový sporák, který pravděpodobně nahradil někdy na přelomu 19. a 20. století kamna obsluhovaná z černé kuchyně. Existenci kamen by mohly potvrzovat dva otvory v černé kuchyni, které jsou v místech pro tento otvor běžné, tedy vlevo od ústí pece a netypický rozšířený sokl pece. Fotografií zachycený sporák je postavený na dřevěném rámu, má tapetové hnědé kachle většího formátu, pravděpodobně jde o poslední typ tzv. svrateckých kachlů. Zbytky kachlů byly při rekonstrukci nalezeny v kolně a byla vyrobena replika těchto kachlů. Sporák byl obnoven na svém původním místě v mírně pozměněné podobě na litinovém rámu.
Dalším prostorem přístupným ze světnice je komora s malým oknem ve štítové stěně. Domem prochází síň, která má vstup jak ze severní, tak jižní strany, kde jsou dochované původní dveře, zakryté novodobými krycími křídly. V zadní části domu se nachází velká komora přístupná ze síně a chlév, přístupný též ze síně a severní strany domu (tyto místnosti dnes mají jiné využití). Na zadní stěnu navazuje malá dřevěná kolna, která byla nově postavená podle dochovaných zbytků do pravděpodobné původní podoby.
Krov je typu stojaté stolice s jedním středovým sloupkem a osmi plnými vazbami. Střešní krytina je modřínový štípaný šindel.
Dům patří k významnému dědictví Vysočiny a je dokladem typického vesnického domu horských oblastí severního Moravského Horácka.

## Historie
Vznik domu můžeme bezpečně datovat do první poloviny devatenáctého století. Indikační skica stabilního katastru z roku 1835 zachycuje náves zastavěnou dřevěnými stavbami a červeně, tedy nespalně, vyznačený dům čp. 47. Byl proveden i dendrochronologický průzkum domu s následnou analýzou vzorků. Odebráno bylo patnáct vzorků, všechny pocházely z jehličnatého dřeva, smrku a jedle. Stromy pro stavbu byly skáceny v zimních měsících v letech 1818/1819 a 1833/1834. Je pravděpodobné, že dříve pokácené dřevo bylo ponecháno vyschnout, nebo bylo použito druhotně.
Dům byl k 30. červnu 1970 zapsán do státního rejstříku jako nemovitá kulturní památka. V té době byl uváděn jeho stav jako dobrý. Od devadesátých let byl dům neobydlený a chátral, jeho stav byl v posledních letech havarijní.
V roce 2014, se změnou majitele, začíná rekonstrukce a na objektu proběhl operativní průzkum a dokumentace. Rekonstrukce skončila v roce 2018. Stavení je od té doby využíváno ke komerčním pobytům. V roce 2018 se objekt stal vítězem velké kategorie soutěže Památka roku.

## Galerie

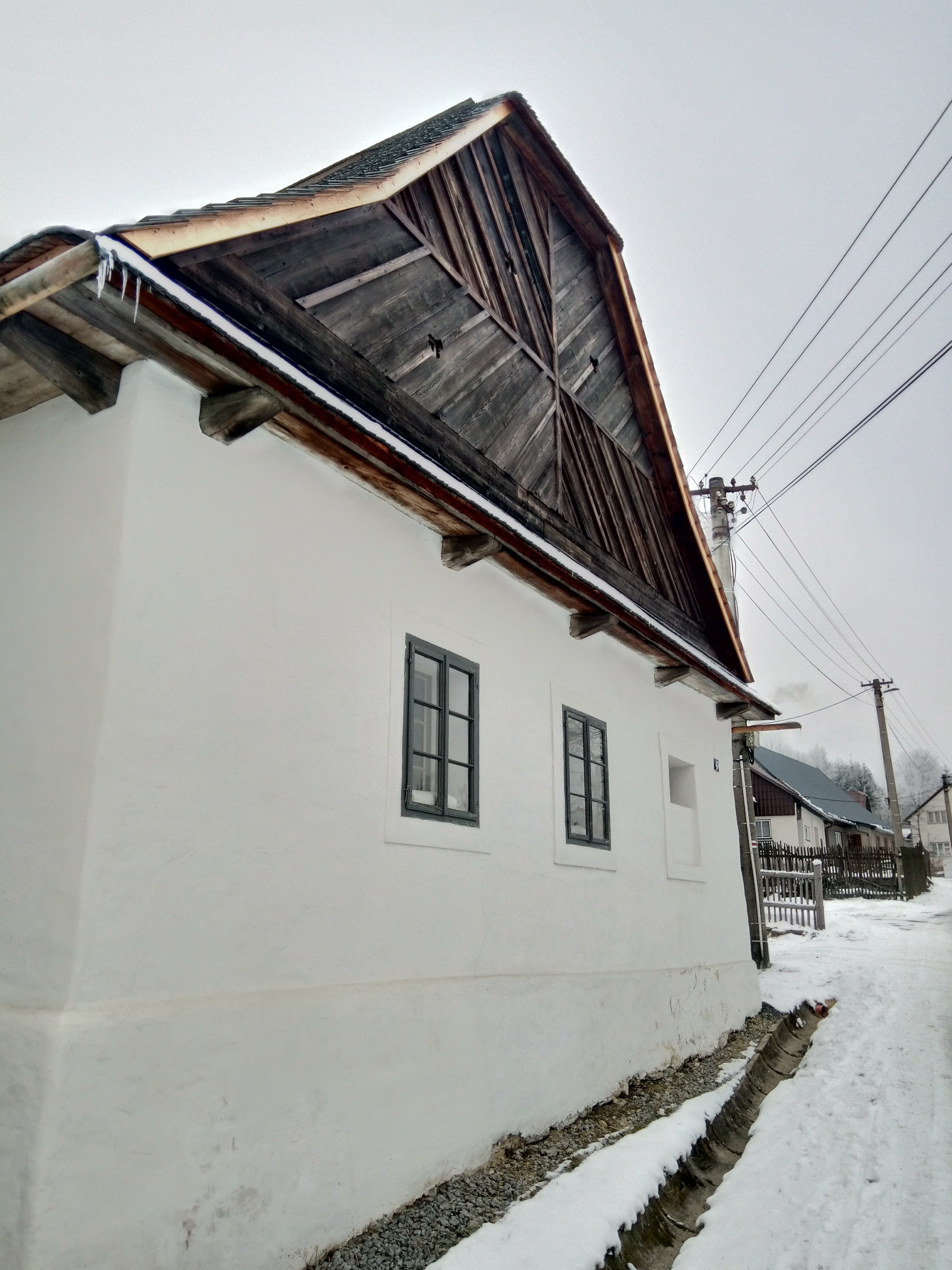
Detail štítové stěny a bedněného štítu
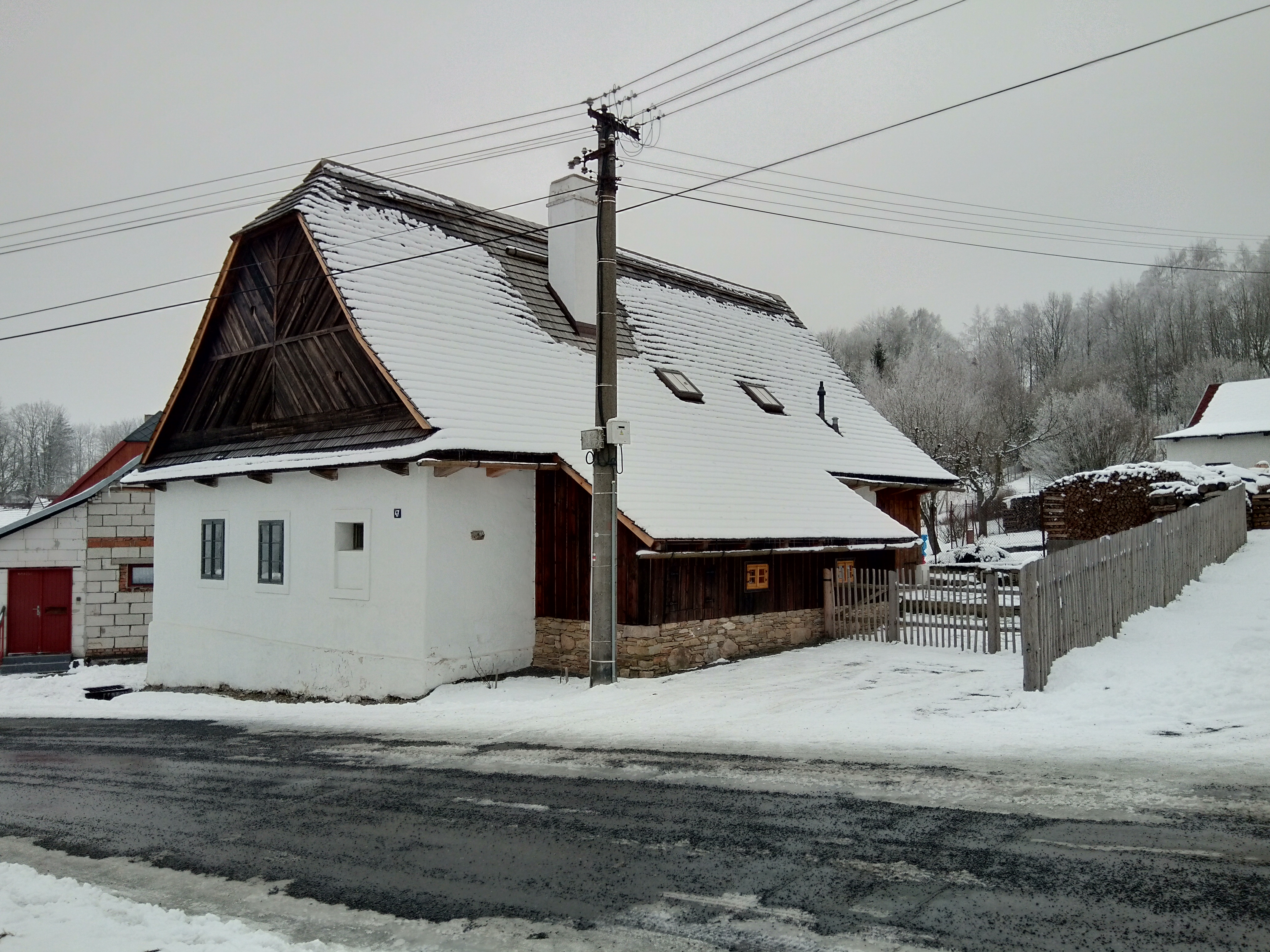
Celkový pohled od severu z místní komunikace
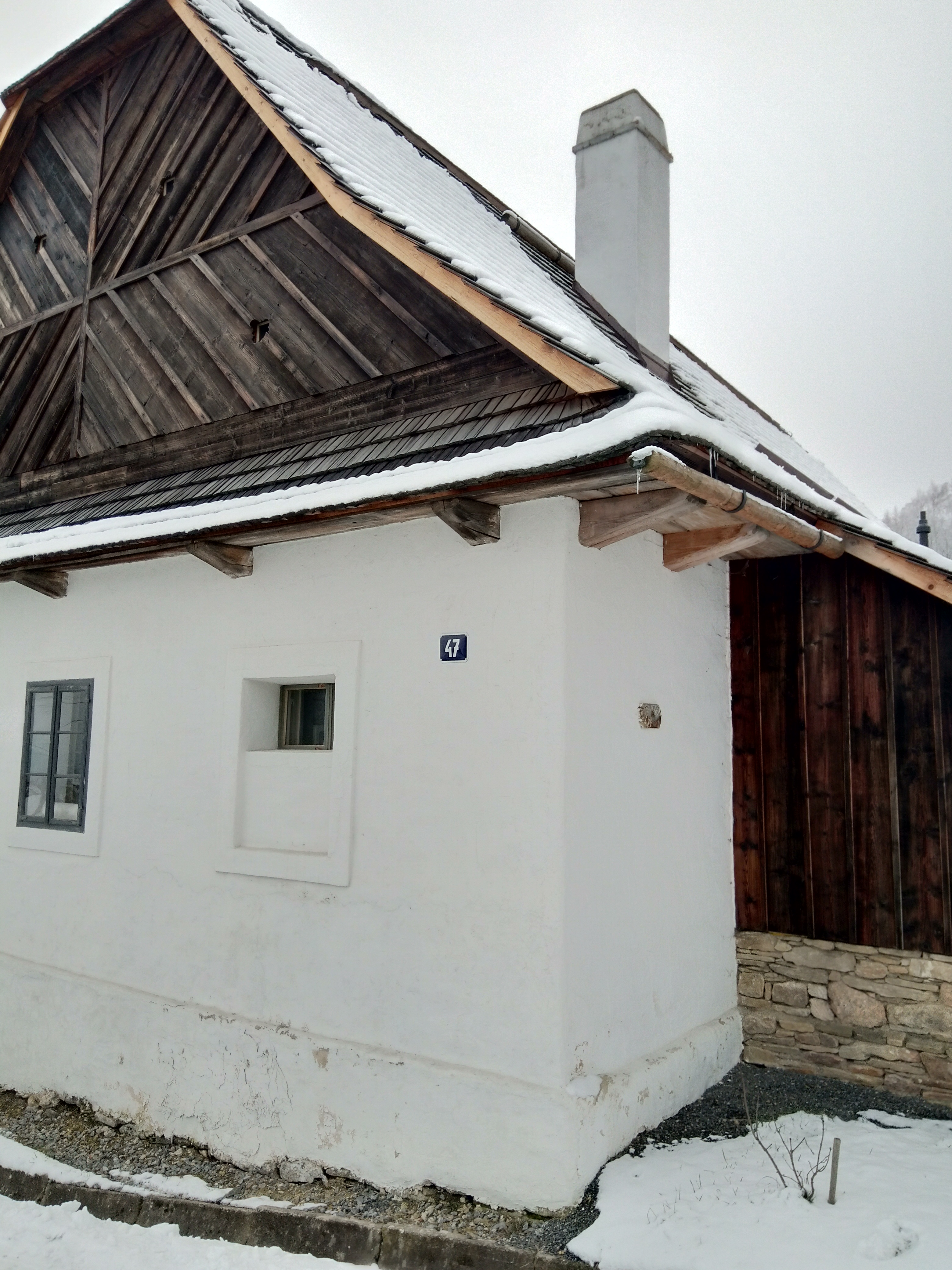
Detail štítové stěny, komína a podlomení
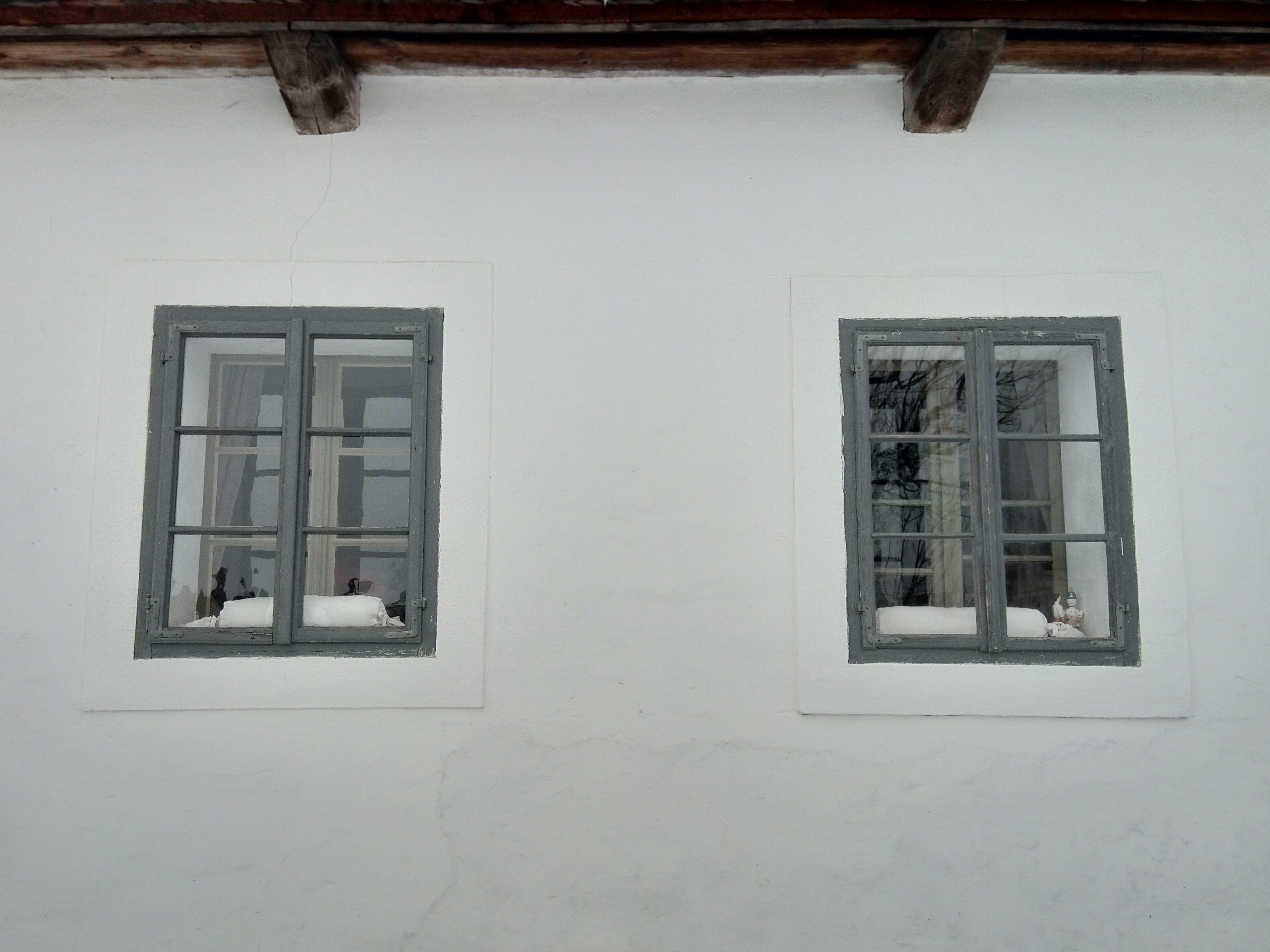
Detail oken do světnice s plechovými závěsy
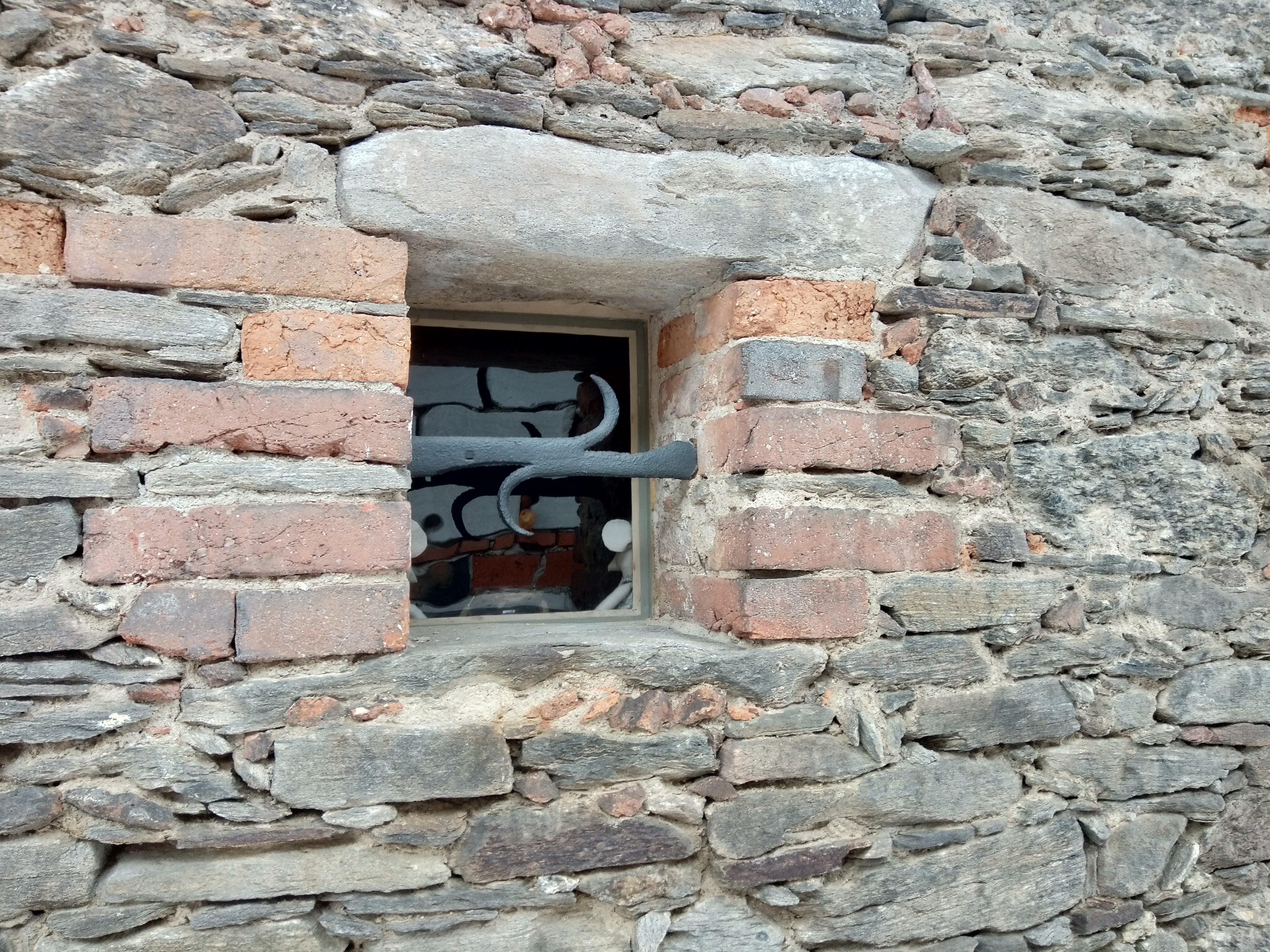
Detail okénka do komory
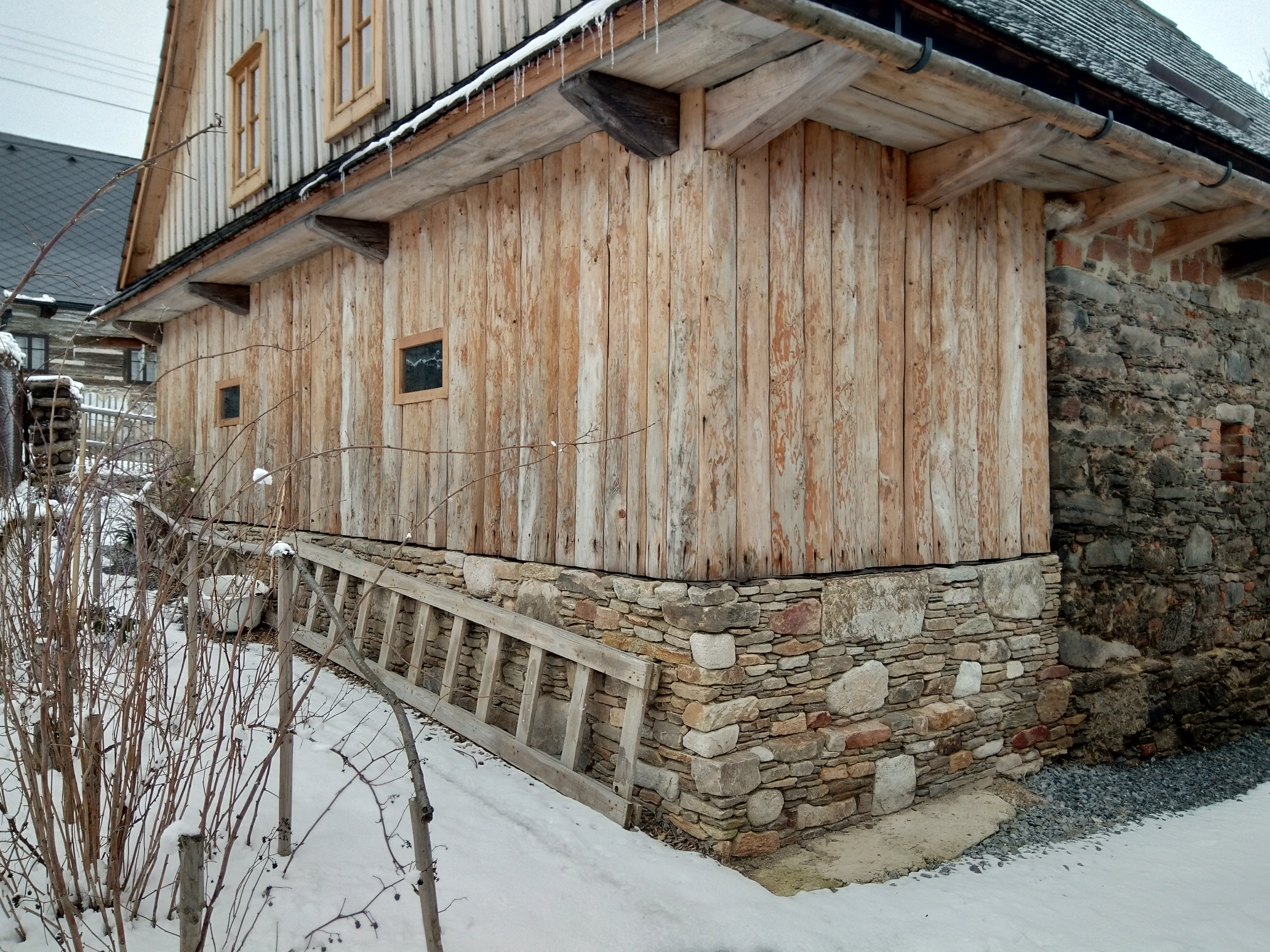
Pohled na obnovený kolník v zadní části domu
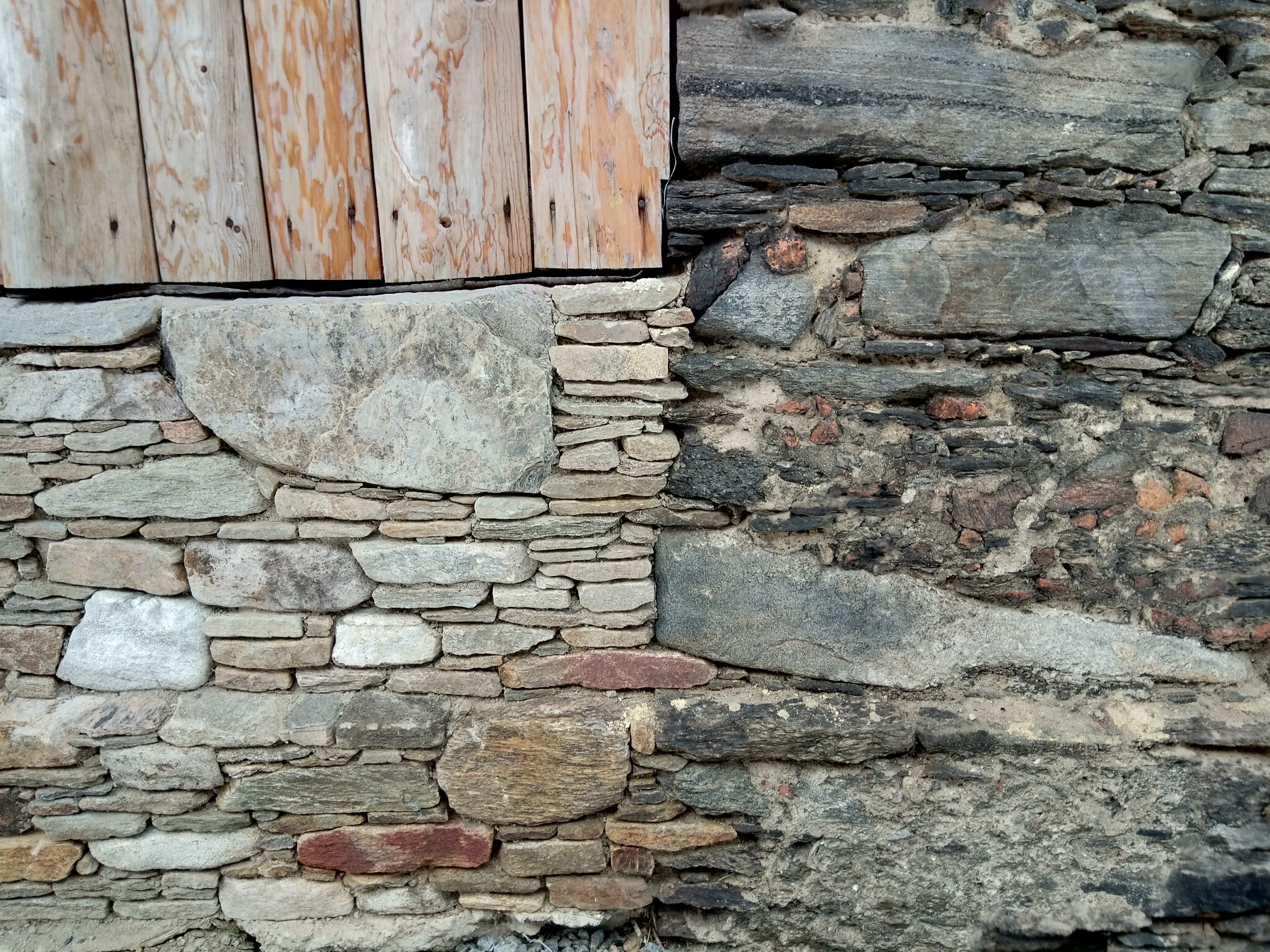
Detailní pohled na navázání obnovené podezdívky a původního zdiva
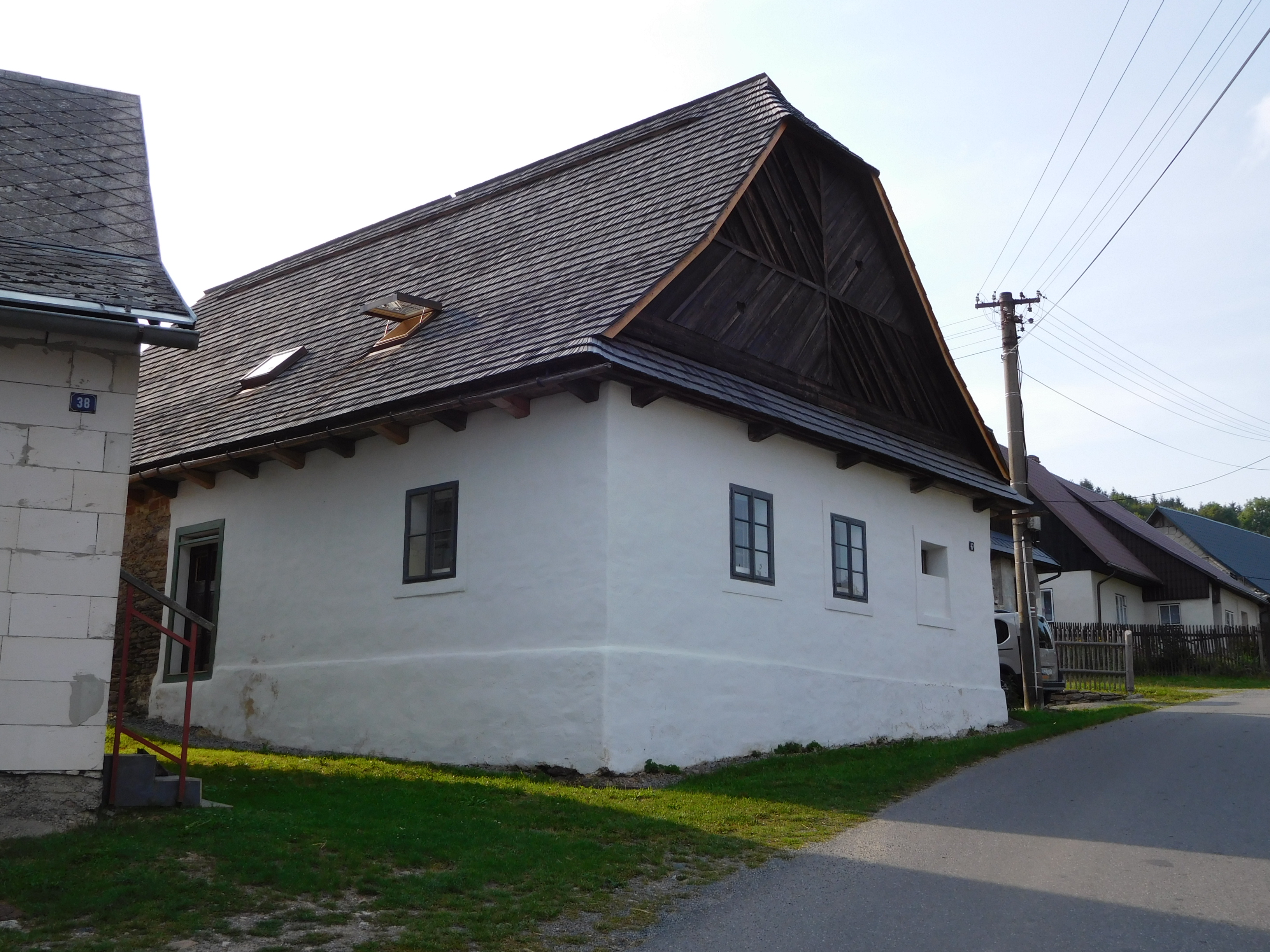
Pohled od jihovýchodu